# Theresienturm

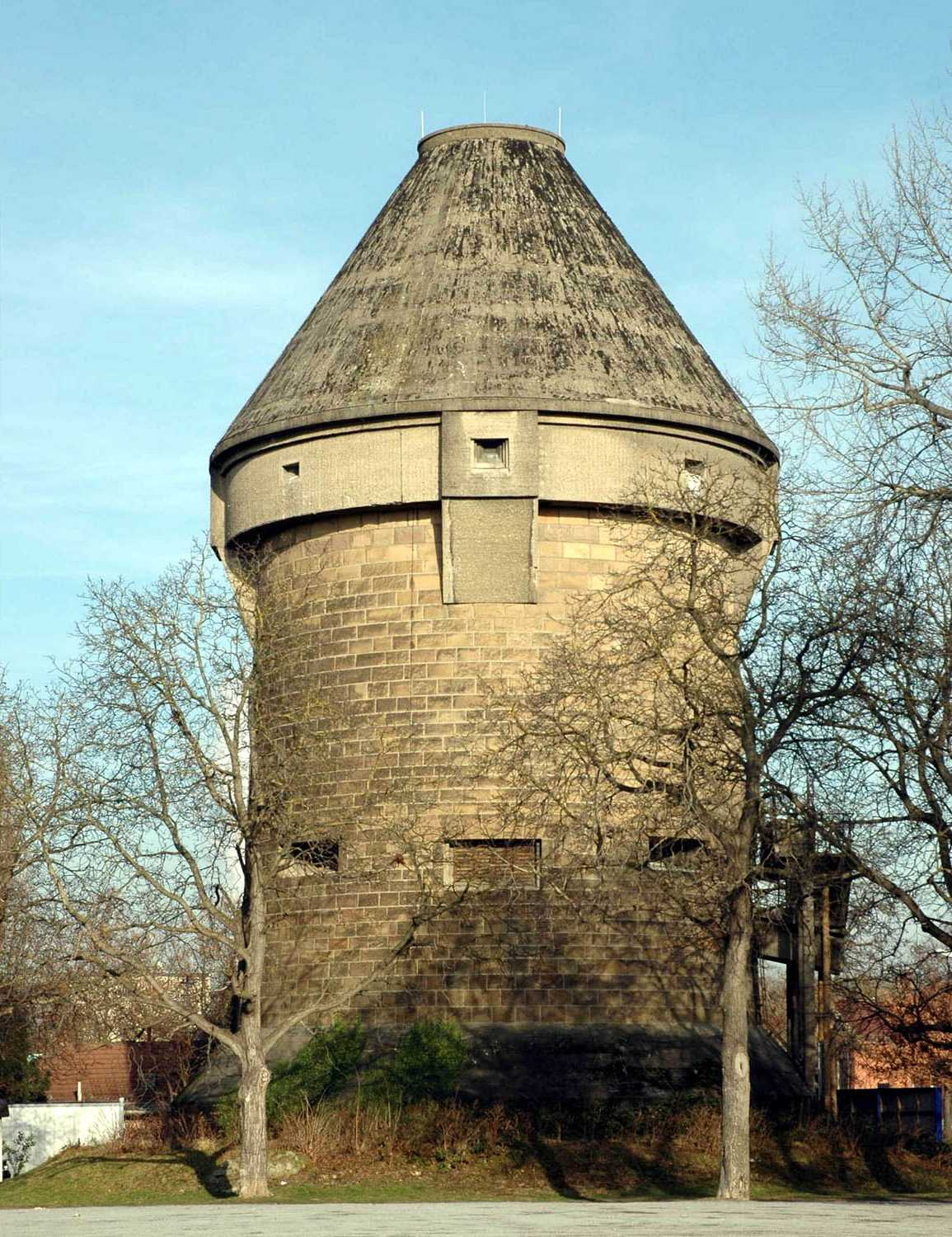
Theresienturm

Der Theresienturm ist ein Hochraumbunker auf der Theresienwiese in Heilbronn im nördlichen Baden-Württemberg. Der Turm wurde 1940 erbaut und nach dem früheren Generalstabschef der Luftwaffe, General Walther Wever, General-Wever-Turm benannt. Er überstand die zahlreichen Luftangriffe auf Heilbronn fast ohne Beschädigung. Nach der Sprengung der Zugangsrampe 1951 war er nur über Leitern oder Gerüste zugänglich, ehe 2019 ein neues Eingangsbauwerk errichtet wurde. Seit den 1990er Jahren steht der Turm unter Denkmalschutz. Seinen heutigen Namen erhielt er 2016.

## Geschichte
Nachdem mit Kriegsbeginn im September 1939 der private Wohnungsbau verboten worden war, lag der Schwerpunkt der Bautätigkeit auf der Schaffung von privaten und öffentlichen Schutzräumen. Da Heilbronn als nicht besonders luftgefährdet eingestuft wurde und außerdem über zahlreiche den Anforderungen des Luftschutzes genügende Keller verfügte, wurden in der Stadt nur wenige Bunkerbauten angeordnet und genehmigt. Neben dem Schutzraum am Industrieplatz und der Rettungsstelle unter dem Kaiser-Friedrich-Platz war der ab Mitte 1940 durch das Reichsluftfahrtministerium beauftragte Hochbunker auf der Theresienwiese einer von nur drei Bunkerneubauten in Heilbronn.
Der Turm wurde von der Firma Dyckerhoff & Widmann aus Düsseldorf errichtet. Am Bau war außerdem auch die Düsseldorfer Dietelgesellschaft beteiligt, die den Turm am 15. August 1940 dem Luftgaukommando VII in München (das von Mai 1940 bis September 1944 für Heilbronn zuständig war) übergeben sollte. Namenspatron war der 1936 tödlich verunglückte Generalstabschef der Luftwaffe, General Walther Wever. Der Turm wurde zwar für militärische Zwecke geplant, aber nach heutigem Kenntnisstand waren wohl keine Waffen darin installiert. Vielmehr erhielt die Stadt Heilbronn schon kurz nach Fertigstellung des Turms im Oktober 1940 die Genehmigung, gegen Wartung des eingebauten Dieselaggregats den Turm auch als Schutzraum für den benachbarten städtischen Schlachthof zu nutzen. Bis Kriegsende hatte der Turm immer auch eine militärische Besatzung, teilweise Flak-Einheiten, teilweise SS-Einheiten.
Neben den Beschäftigten des Schlachthofs suchten auch Anwohner der umliegenden Straßen und Reisende vom nahen Heilbronner Hauptbahnhof bei Luftgefahr Schutz im General-Wever-Turm. Nach dem ersten größeren Luftangriff auf Heilbronn vom 10. September 1944 hielten sich dauerhaft Schutzsuchende im Turm auf. Es gab keine Kochstelle, so dass man stets auf die Versorgung von außen angewiesen war. Als beim großen Luftangriff vom 4. Dezember 1944 zahlreiche Menschen im Turm Schutz vor dem Flammeninferno der Innenstadt suchten, wurden auch die als Mannschaftsräume und zu Lagerzwecken vorbehaltenen Räume für Zivilisten geöffnet.
Nach dem 4. Dezember 1944 diente der Turm als Ausweichschulraum für die Rosenauschule und als Sitz der NSDAP-Ortsgruppe der Bahnhofsvorstadt. Insgesamt fanden rund 1000 Menschen Platz in dem Turm. Wenn der Turm bei Luftgefahr voll belegt war, wurde er geschlossen. Unter den abgewiesenen Schutzsuchenden gab es vor allem bei den Tieffliegerangriffen der letzten Kriegswochen mehrfach Tote.
Nach Kriegsende war der Turm kurzzeitig Notunterkunft für Ausgebombte, später dann als Bunker-Hotel Heilbronn Übernachtungsplatz für mittellose Personen auf der Durchreise. 1947 haben pro Monat rund 1000 Menschen dort übernachtet. 1948 wurde die Nutzung des Turms aufgegeben. Nach der Sprengung der Zugangsrampe 1951 war der Turm nur noch über Leitern oder Gerüste zugänglich. Von 1963 bis zum Ende der 1980er Jahre trug er eine großflächige Leuchtreklame für das Unternehmen MAN, woher die gelegentlich anzutreffende Bezeichnung MAN-Turm rührt.
Der Turm war bis 1999 zusammen mit den beiden weiteren Bunkerbauten der 1940er Jahre als Zivilschutzeinrichtung registriert. In den 1990er Jahren kam der Turm von Bundesbesitz in den Besitz der Stadt Heilbronn. Inzwischen steht er unter Denkmalschutz. Um sich von seinem Namensgeber zu distanzieren, beschloss der Heilbronner Stadtrat am 2. Februar 2016, den Turm in Anlehnung an die benachbarte Theresienwiese in Theresienturm umzubenennen.
Um die Erinnerungskultur in Heilbronn zu stärken, bestand die Absicht, für interessierte Besucher den Theresienturm wieder zu öffnen. Durch eine Spendenaktion der Heilbronner Bürgerstiftung wurde ein neues Eingangsbauwerk erstellt, somit ist der Turm seit April 2019 wieder zugänglich.

## Beschreibung

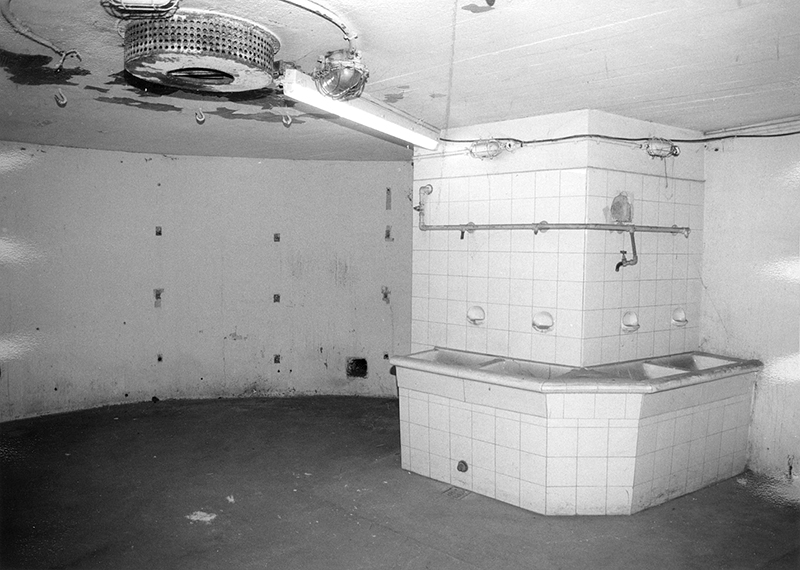
Einer der Mannschaftsräume im Jahr 2000

Der Turm ist 28,50 Meter hoch und verjüngt sich von unten nach oben im Durchmesser von 12 auf 11 Metern. Die mit Naturstein verkleideten Außenwände sind ca. 1,40 Meter dick, das stumpfzylindrische Dach hat eine Stärke von 2,00 Metern. Im Inneren befinden sich zehn jeweils etwa 2,00 Meter hohe Geschosse. Der ursprüngliche Zugang zum Turm war eine befahrbare Rampe vom Hochwasserdamm am Schlachthof zum dritten Turmgeschoss. Von dort führt die heute noch vorhandene Außentreppe zu einem weiteren Zugang im vierten Turmgeschoss. Der hochliegende Zugang hatte verschiedene Gründe, unter anderem auch den Hochwasserschutz im Flutgebiet des Neckars.
Im untersten Geschoss befanden sich ein Dieselaggregat, Dieseltanks, Brunnen, Pumpanlage, Luftfilter usw., das zweite Turmgeschoss blieb leer und war wohl als Lagerraum geplant, das dritte (Zugangs-)Geschoss weist Fenster nach außen auf und war wohl als Geschützstellung geplant, auch wenn dort nie Geschütze installiert waren. Die sechs darüberliegenden Geschosse haben im Inneren runde Mannschaftsräume für jeweils 42 Personen. Jedes dieser Stockwerke weist zwei Toiletten auf, in den Mannschaftsräumen gibt es jeweils eine Waschrinne. Die sechs Mannschaftsgeschosse sind durch einen spiralförmigen Gang entlang der Außenwand verbunden. Dieser Gang diente als zusätzlicher Aufenthaltsraum. Der Verzicht auf Treppen in diesen Geschossen sollte eine schnelle und reibungslose Belegung des Turmes im Ernstfall sicherstellen und wurde in zahlreichen Bunkern dieser oder ähnlicher Bauarten angewandt. Das oberste Stockwerk bietet schließlich den Zugang zur Dachplattform. Die Plattform diente von ihrer Konstruktion her primär der Aufnahme eines Flak-Geschützes, ob ein solches jedoch auch installiert war, ist umstritten.
Die Bauart des Turms entspricht der Bauart Dietel, einer Weiterentwicklung der 1937 patentierten Bauart Zombeck. In seiner Bauart ist der Theresienturm identisch mit dem heute Mozartturm genannten früheren Manfred-Richthofen-Turm in Darmstadt und mit einem 1959 gesprengten, nach Oswald Boelcke benannten Turm auf dem Opel-Werksgelände in Rüsselsheim.